# Colle di Sampeyre
Der Colle di Sampeyre (französisch: Col d'Sampeyre) ist ein 2284 m s.l.m. hoher Alpenpass in der Provinz Cuneo im italienischen Piemont.

## Lage und Umgebung
Die durchgehend asphaltierte, knapp zweispurig ausgebaute Passstraße führt von Sampeyre im Valle Varaita meist bewaldet auf die Passhöhe mit einem schönen Blick auf die umgebenden Berge. Eine gut drei Kilometer lange Höhenstraße führt zur Südrampe, dort alternativ hinab nach Stroppo im Valle Maira oder über Elva und ein Seitental ebenfalls zur Maira.
Auf der Passhöhe kreuzt die sogenannte Varaita-Maira-Kammstraße, eine Schotterpiste. Vom Südende nur wenig entfernt beginnt in Ponte Marmora die Straße zum Colle d'Esischie.

## Einzelnachweise

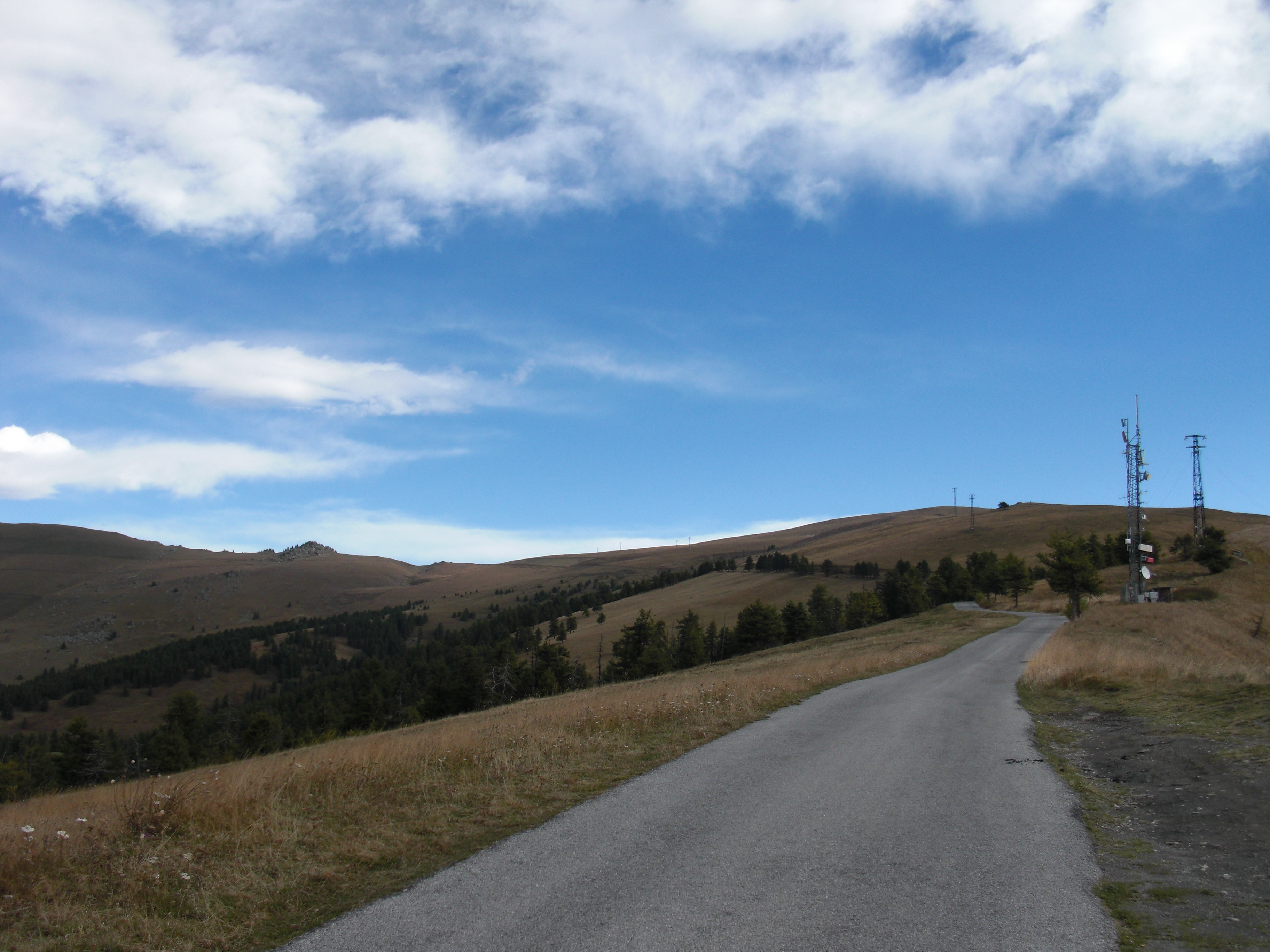
Südrampe mit Blick auf die Passhöhe (die Einkerbung im linken Drittel)

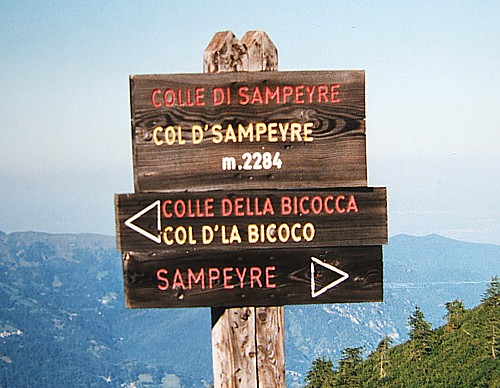
Hinweisschild auf der Passhöhe